# Šurany
Šurany és una ciutat d'Eslovàquia. Es troba a la regió de Nitra, al districte de Nové Zámky. Compta amb una població de 9.477 habitants (2022).

## Història
El primer nom de la vila és Suran, i apareix ja en un document del rei Béla II el 1138. Hi havia un castell des de la segona meitat del segle xv. La plaça fou ocupada pels turcs entre el 1663 i el 1684. El castell fou esfondrat definitivament el 1725. El 1832 la vila obtingué el dret de mercat, i poc després s'hi construí una sucreria, el 1854 que va tancar el 2000). La ciutat formà part d'Hongria fins al 1920 i durant el període de 1938-1945, després del qual tornà a formar part de la reconstituïda Txecoslovàquia, i finalment el 1993 a l'actual Eslovàquia.

## Demografia
| Godina             | 1994   | 2004   | 2014   | 2024   |
| ------------------ | ------ | ------ | ------ | ------ |
| Nombre de persones | 10.504 | 10.426 | 10.055 | 9103   |
| Diferència         |        | −0,74% | −3,55% | −9,46% |

| Godina             | 2023 | 2024   |
| ------------------ | ---- | ------ |
| Nombre de persones | 9238 | 9103   |
| Diferència         |      | −1,46% |

## Ciutats agermanades
- Kremnica, Eslovàquia